# Stranná (Březno)
Stranná (německy Strahn) je malá vesnice v Mostecké pánvi v okrese Chomutov. Stojí v nadmořské výšce okolo 225 metrů asi deset kilometrů jihovýchodně od Chomutova a čtyři kilometry jihovýchodně od Března, ke kterému patří jako část obce. Obklopuje ji zemědělská krajina využívaná k pěstování jablek a vinné révy. Ve druhé polovině dvacátého století se vesnice téměř vylidnila, ale zároveň v jejím sousedství vznikla rekreační osada u řeky Ohře.
Stranná leží v katastrálním území Stranná u Nechranic o rozloze 2,39 km².

## Název
Název vesnice je odvozen od slova stráň. V historických pramenech se jméno vyskytuje ve tvarech: in Strana (1351 a 1366), Strana (1369), in Stranna (1400), Stran (1623), Strahn (1787), Strahn a Stran nebo Strana (1846).

## Historie

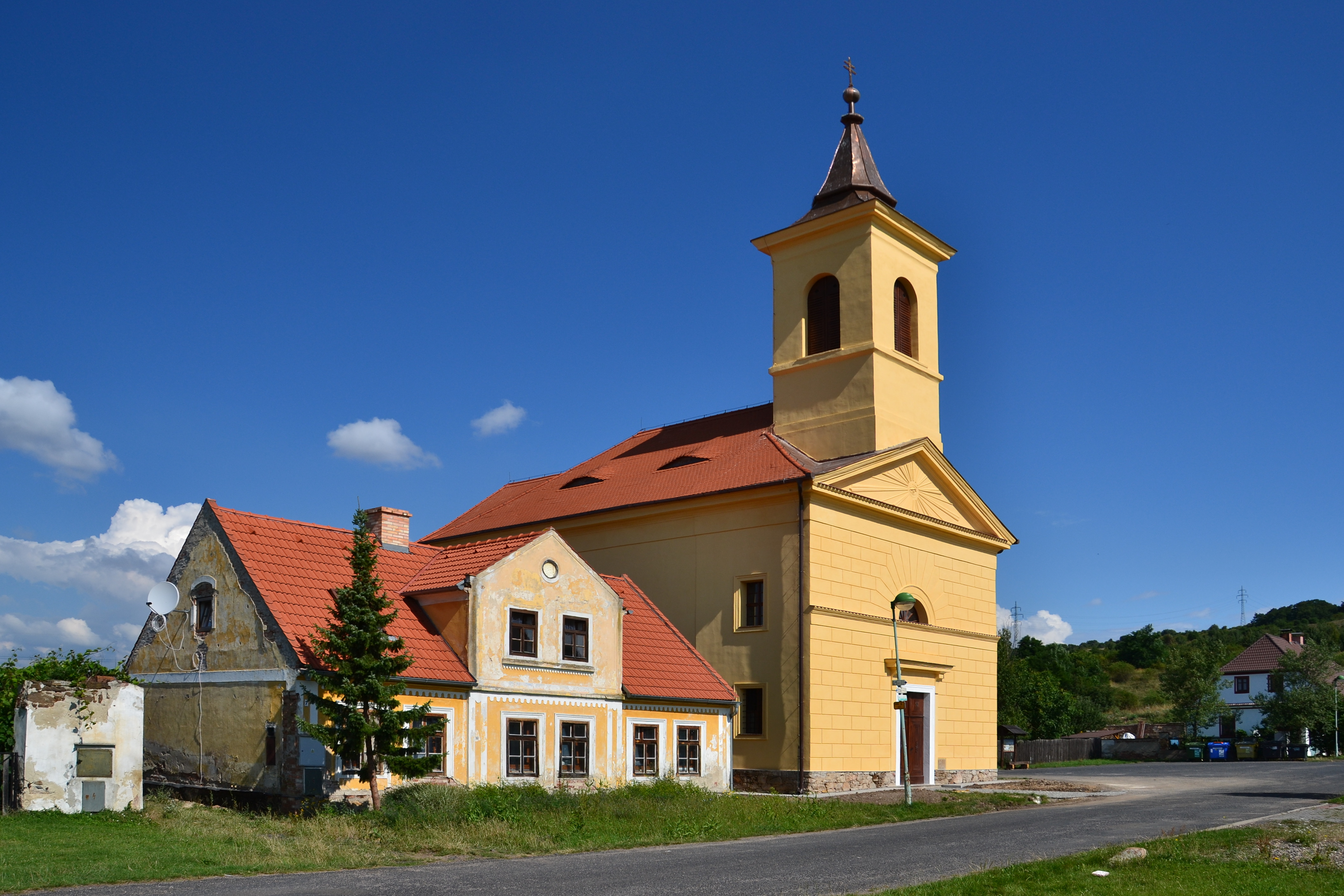
Náves s kostelem Nejsvětější Trojice

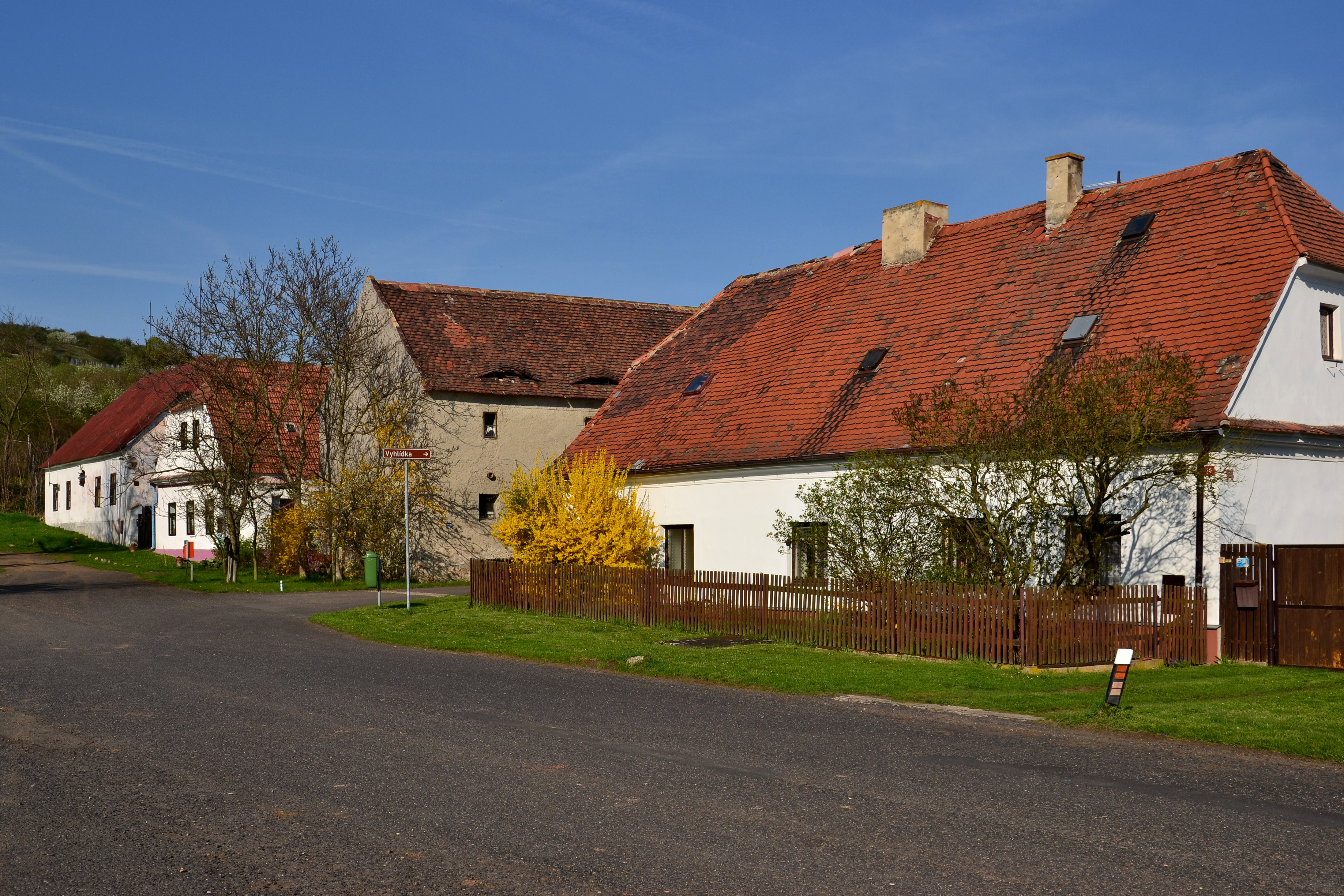
Domy na návsi

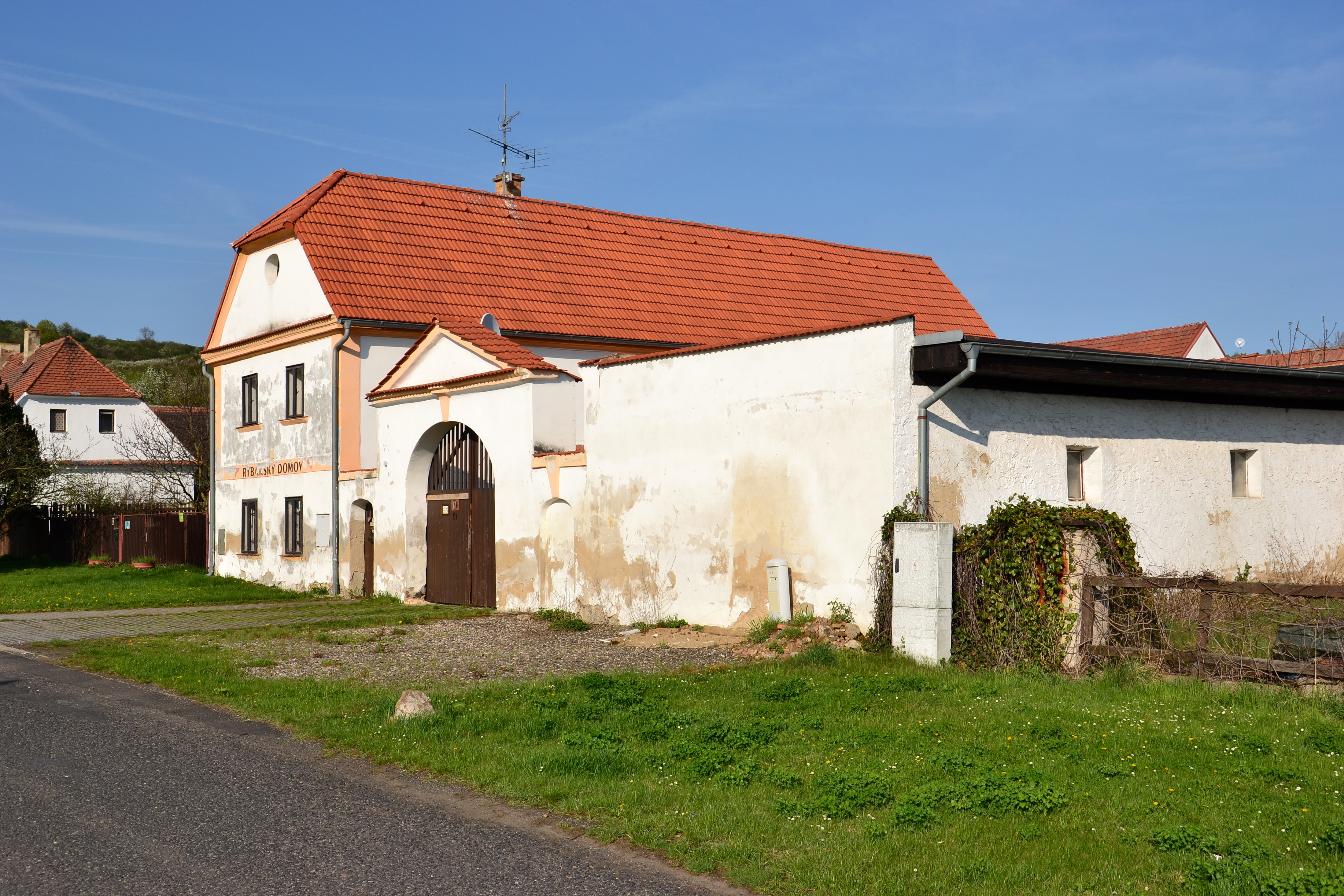
Usedlost Rybářský domov

Krajina v okolí Stranné byla osídlena již v pravěku. V roce 2012 byla v trase plynovodu Gazela objevena pohřebiště z neolitu, z období únětické kultury a z mladší doby bronzové. Záchranným archeologickým výzkumem byl zachycen také zlomek sídliště z mladší doby bronzové.
První písemná zmínka o vesnici pochází z roku 1351 a zmiňuje zdejšího plebána. Vesnice tedy vznikla dříve, a to snad již ve dvanáctém století. Ve čtrnáctém století patřila vyšehradskému proboštovi a později ji měli Koldicové. Na počátku sedmnáctého století byla Stranná součástí vičického panství a roku 1602 ji koupil Linhart Štampach ze Štampachu. Linhartův syn Jan Jindřich Štampach se zúčastnil stavovského povstání, za což byl odsouzen ke ztrátě veškerého majetku. Vesnici potom získal do zástavy Jaroslav Bořita z Martinic. Od Jaroslava Bořity Martinice ji koupil jeho zeť Florián Žďárský ze Žďáru. Za něj byla Stranná spravována z Vičic a obě vesnice patřily k březenskému panství.
Podle berní ruly z roku 1654 ve vesnici žilo pět sedláků, šest chalupníků a jeden zahradník bez větších pozemků. Všem dohromady patřilo osmnáct potahů, 23 krav, 32 jalovic, 25 ovcí, 25 prasat a jedenáct koz. Dominantní chov dobytka byl doplněn pěstováním pšenice a žita. Jeden ze sedláků provozoval šenk.
Z roku 1786 pochází jedna z nejstarších zmínek o dolování hnědého uhlí v pětipeské hnědouhelné pánvi. První lom zde vznikl asi 200 m východně od vesnice. Později na stejném místě krátkou dobu fungoval důl Josef. Ve stejné době měla vesnice dvacet domů.
Roku 1794 Martinicové vymřeli po meči, a majitelkou panství se stala Marie Anna z Althanu. Za ní byl zpracován nový soupis panství, podle kterého ve Stranné žilo 175 lidí ve 21 domech. Kromě fary byla ve vsi hospoda a škola. Z obyvatel byli čtyři sedláci, devět chalupníků a šest domkářů. Zatímco v sedmnáctém století byla jejich obživa založená na chovu dobytka, nedostatek luk na konci osmnáctého století způsobil, že převážilo pěstování obilí. Příjmy si obyvatelé doplňovali ručními pracemi. Navíc museli poddaní ročně odpracovat celkem 624 dní roboty s potahem, dále 647 ruční roboty v létě a 481 dní v zimě. Celkově byly majetkové poměry ve vesnici hodnoceny jako špatné.
V roce 1820 byla sesuvem zničena původní vesnice později označovaná jako Stará Stranná. Do pohybu se dostaly neogenní jíly na údolním svahu Ohře.[zdroj⁠?!] Kvůli poškozené statice musel být již v roce 1819 uzavřen kostel. Hlavní sesuv proběhl ve dnech 20. až 23. března 1820, a zničil dvanáct domů, kostel, faru, kapli a školu. Lidé však zachránili dobytek a část vnitřního vybavení domů. Svah byl i nadále nestabilní, a sesuvy se opakovaly v letech 1872, 1880, 1882, 1892 a 1898, ale vesnici, která byla nově postavena dostatečně daleko, již nepoškodily.
V devatenáctém století se znovu rozšířil chov dobytka a kromě obilí se pěstoval také chmel a ovoce. Přes Ohři vedl přívoz. Až do druhé světové války ve vsi žilo jen německé obyvatelstvo. Po jeho vysídlení klesl počet obyvatel přibližně na polovinu, a klesal dále až do konce dvacátého století, kdy se vesnice téměř vylidnila.

## Obyvatelstvo
Při sčítání lidu v roce 1921 zde žilo 105 obyvatel (z toho 49 mužů) německé národnosti a římskokatolického vyznání. Podle sčítání lidu z roku 1930 se uvedené údaje nijak nezměnily.
|                                                                | 1869 | 1880 | 1890 | 1900 | 1910 | 1921 | 1930 | 1950 | 1961 | 1970 | 1980 | 1991 | 2001 | 2011 | 2021 |
| -------------------------------------------------------------- | ---- | ---- | ---- | ---- | ---- | ---- | ---- | ---- | ---- | ---- | ---- | ---- | ---- | ---- | ---- |
| Obyvatelé                                                      | 136  | 134  | 114  | 101  | 94   | 105  | 105  | 64   | 62   | 53   | 27   | 15   | 7    | 15   | 26   |
| Domy                                                           | 24   | 25   | 25   | 25   | 23   | 22   | 22   | 19   | —    | 10   | 8    | 10   | 12   | 15   | 15   |
| Počet domů z roku 1961 je zahrnut v celkovém počtu domů Vičic. |      |      |      |      |      |      |      |      |      |      |      |      |      |      |      |

## Obecní správa
Po zrušení poddanství se Stranná stala samostatnou obcí, ke které v letech 1869–1880 patřily jako osada Vičice. V roce 1950 naopak Stranná byla osadou Vičic a společně se 1. ledna 1963 staly součástí Střezova. Spolu s ním byly 14. června 1964 připojeny k Březnu.
Při volbách do obecních zastupitelstev konaných 22. května 1938 ve Stranné žilo 59 voličů. Volby však neproběhly, protože kandidátní listinu podala pouze Sudetoněmecká strana, která se tak automaticky stala vítězem voleb.

## Hospodářství

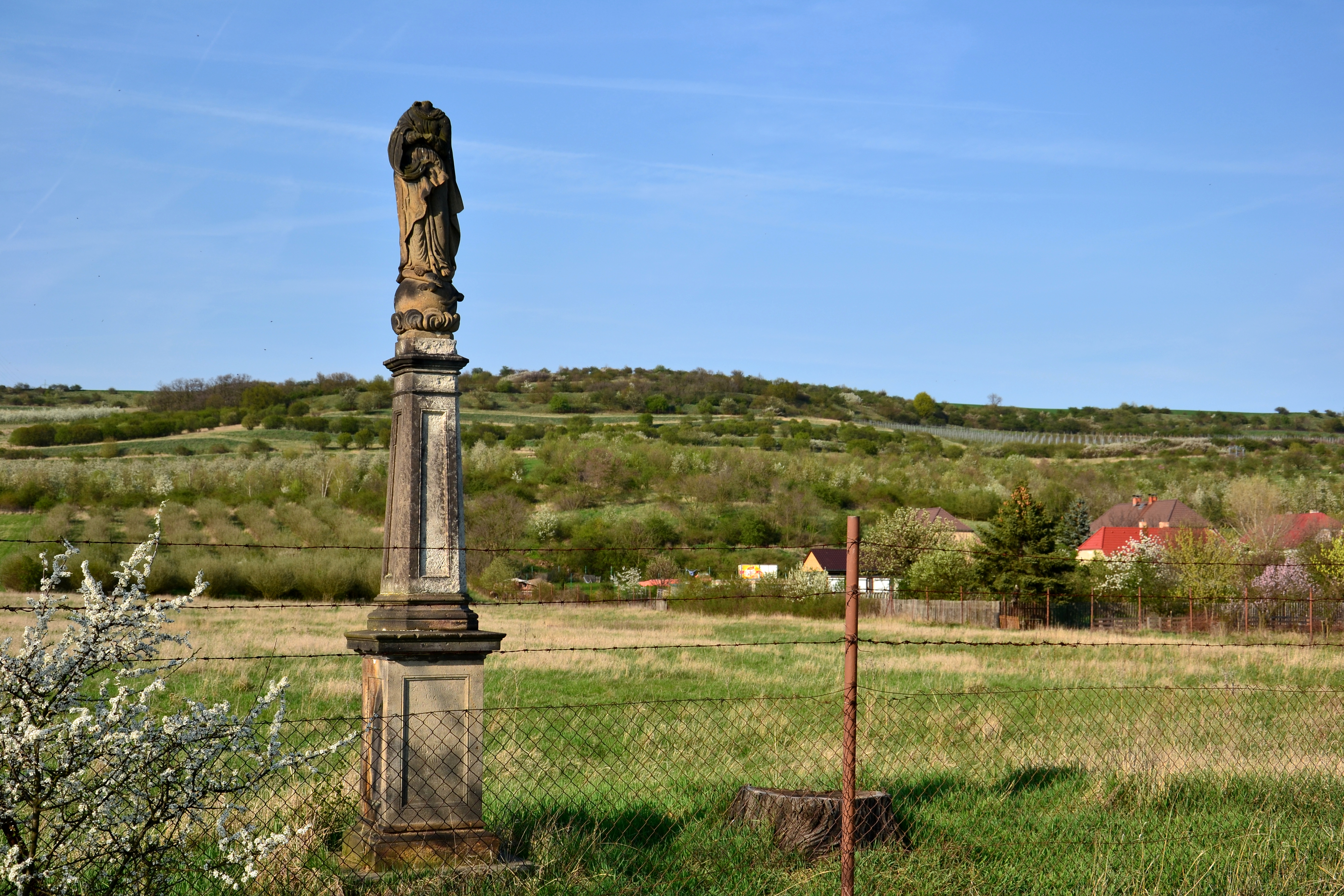
Mariánský sloup na jihozápadním okraji vesnice

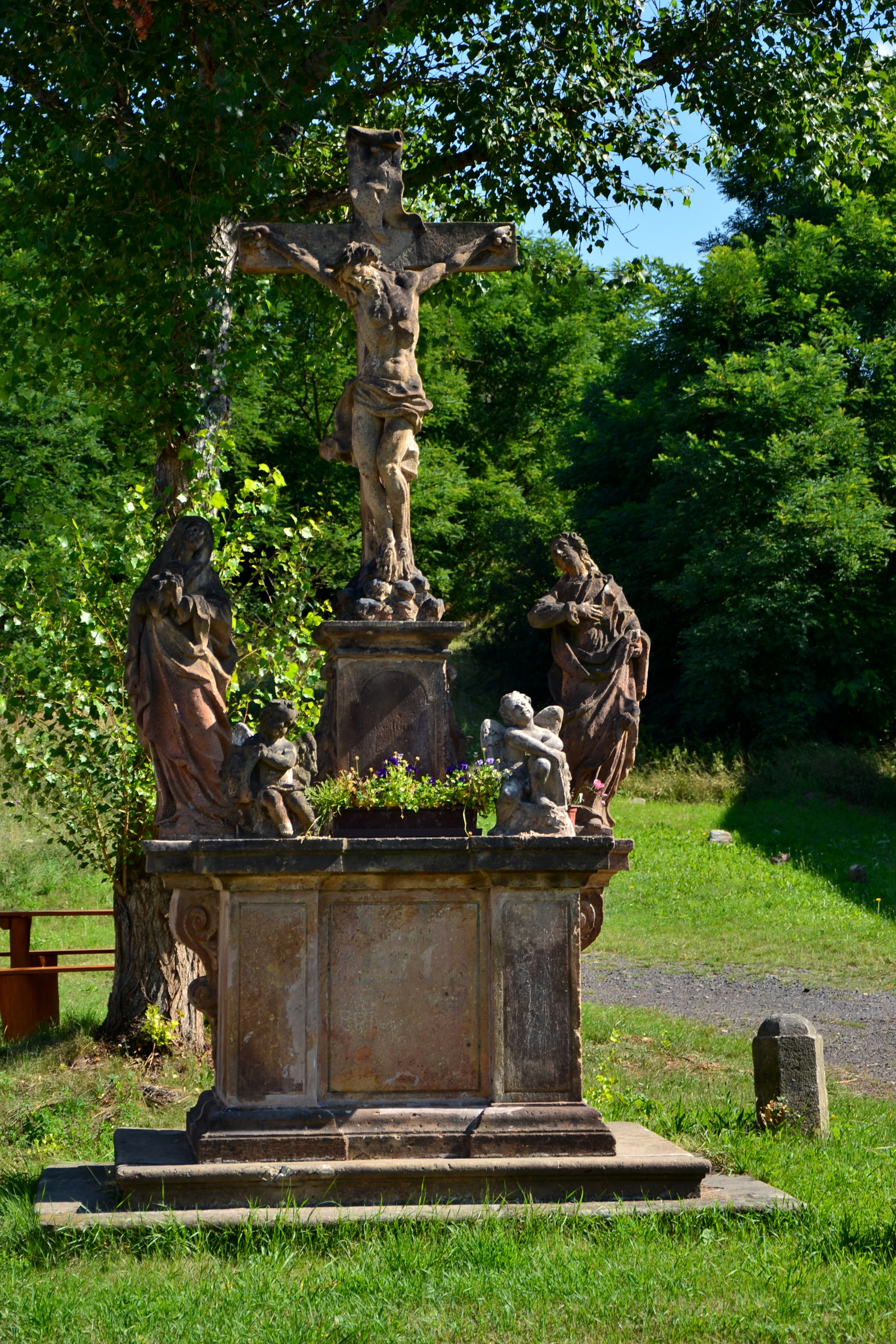
Sousoší Kalvárie

Jihozápadně od vesnice se na Ohři nachází jez Stranná. Na levém břehu u něj stojí automatická čerpací stanice Stranná, která z řeky čerpá vodu pro Průmyslový vodovod Nechranice. Okolo vesnice se rozkládají jabloňové sady. V devadesátých letech dvacátého století začal pan Nekola z Vičic v okolí Stranné pěstovat vinnou révu a postupně se zde objevilo několik dalších drobných pěstitelů, kteří měli v roce 2005 celkem 68,3 hektaru vinic. Na jihovýchodním okraji vesnice se u jezu Číňovský mlýn nachází chatová osada využívaná zejména rybáři.

## Školství
Škola ve Stranné byla již na počátku sedmnáctého století. Její existenci, přesněji přítomnost školmistrové, dokládal náhrobní kámen nalezený v troskách kostela. Později byl zasazen do nové hřbitovní zdi, ale spolu s dalším náhrobním kamenem, který dokládal existenci hrobky Štampachů, byl zničen v šedesátých letech dvacátého století. Školní budova, která již v roce 1794 nebyla v dobrém stavu, zanikla při sesuvu roku 1820.

## Pamětihodnosti
Dominantou vesnice je empírový kostel Nejsvětější Trojice z roku 1842. Severně od něj stojí v severním cípu návsi památkově chráněné sousoší Kalvárie z roku 1873. Na jihozápadním okraji vesnice je poškozený mariánský sloup z roku 1858.